# Coroatá
Coroatá é um município brasileiro do estado do Maranhão na região dos Cocais e no Vale do Itapecuru. Situa-se no centro-leste do estado, na microrregião de Codó, e dista cerca de 260 km de São Luís, capital estadual. Sua topografia é predominantemente plana.
Sua população recenseada em 2022 era de 59 566 habitantes. Faz parte da Região de Planejamento dos Cocais

## História
A cidade foi fundada como Nossa Senhora da Piedade do Coroatá. Os primeiros habitantes a penetrarem neste município foram os portugueses, e, a eles, juntaram-se mais tarde habitantes das zonas vizinhas. A cidade de Coroatá originou-se de “depósitos” ou “paiós” (espécie de posto) de fazendeiros e de visitantes de outras regiões, notadamente do Mearim. Com o progresso do povoado, chegaram novos imigrantes destacando-se os sírios e libaneses que, desenvolvendo o comércio, contribuíram na independência da localidade. Em 5 de novembro de 1843, através da lei n° 173, foi criada a Vila Coroatá, sendo este território desmembrado do município de Caxias e Itapecuru-Mirim. Após 77 anos Coroatá foi elevada a categoria de cidade, considerando assim como a data de sua fundação o dia 8 de abril de 1920, favorecido pela lei n° 924, durante o governo do Dr. Urbano Santos de Araújo.
O primeiro nome desta cidade foi Coroatá Grande, quando era ainda um arraial. Este nome derivou-se de uma planta existente na região chamada pelos moradores de piteira ou agave; a planta era originaria do México e os indígenas conheciam-na como Croatá-Açú. Mais tarde os habitantes começaram a se transportar para um lugar mais próximo do rio Itapecuru onde foi edificada a cidade.
Posteriormente, foi ligada às demais regiões do estado com a construção da Ferrovia São Luís-Teresina, que a liga a capital maranhense São Luís e a capital do Piauí, Teresina. 

## Bandeira
A bandeira foi idealizada pelo professor Iran Lima Costa. O concurso para escolha da bandeira foi convocado no segundo semestre de 1988 pelo então Presidente da Câmara Municipal, Sebastião Carneiro Magalhães, na gestão do então Prefeito Luiz Montenegro Tavares. Uma banca composta por médicos, advogados, engenheiros, estudantes e populares foi incumbida de escolher dentre os trinta e três trabalhos inscritos, os três finalistas. Todos os três finalistas foram de autoria do Professor Iran. Finalmente, no dia 7 de setembro de 1988, em solenidade no salão nobre do INSS (Instituto Nacional de Segurança Social) de Coroatá, a Câmara de Vereadores aprovou e referendou uma escolha da banca, escolhendo, portanto a bandeira. O verde representa as matas; o branco, a paz; o vermelho, o sangue vibrante de um povo trabalhador; o azul, o céu cintilante; e a estrela, sobre o azul do céu, é um símbolo de verdade e de esperança. Em destaque as palavras "Trabalho e Justiça", entendidas pelos idealizadores como os pilares edificadores e sustentadores da cidade.

## Hino de Coroatá
O hino coroataense foi oficialmente apresentado no dia 9 de novembro de 2012, durante sessão da Câmara Municipal de Coroatá. A música e letra é de autoria do Coroataense, cantor e compositor José Carlos Silva, de nome artístico "Daffé".

## Geografia
O município de Coroatá, situa-se na mesorregião leste maranhense e na microrregião de Codó, integrando-se a 5ª microrregião homônima como polo de desenvolvimento regional. A sede do município se encontra em maior parte localizada a margem esquerda do rio Itapecuru, onde sua posição geográfica está na intersecção do paralelo  04° 07' 48" de latitude sul, com meridiano de 44° 07' 26" O longitude oeste de Greenwich.
A área do município de Coroatá é de 2.263,691 quilômetros quadrados, o que o coloca na posição 34 dentre as 217 cidades do estado do Maranhão.
| Área da unidade territorial [2024] | 2.263,691 km²                                            |
| Hierarquia urbana [2018]           | Centro de Zona B                                         |
| Região de Influência [2018]        | Arranjo Populacional de São Luís/MA - Capital Regional A |
| Região intermediária [2024]        | Caxias                                                   |
| Região imediata [2024]             | Codó                                                     |
| Mesorregião [2022]                 | Leste Maranhense                                         |
| Microrregião [2022]                | Codó                                                     |

Fonte: IBGE
| Bioma predominante [2024]             | Cerrado   |
| Área urbanizada [2019]                | 12,29 km² |
| Esgotamento sanitário adequado [2010] | 19,4 %    |
| Arborização de vias públicas [2010]   | 50 %      |
| Urbanização de vias públicas [2010]   | 0,9 %     |

Fonte: IBGE

## Educação
No ensino superior, Coroatá conta com um campus da Universidade Estadual do Maranhão (UEMA), Faculdade Do Maranhão (FACAM). 
Conta também uma unidade de ensino médio técnico em tempo integral do IEMA e um Centro Educa Mais.
Em 2010, a taxa de escolarização de 6 a 14 anos de idade do município de Coroatá era de 95,9%. Comparando-se com outros municípios do estado do Maranhão, ficava na posição148 de 217.
| Taxa de escolarização de 6 a 14 anos de idade [2010]             | 95,9 %           |
| IDEB – Anos iniciais do ensino fundamental (Rede pública) [2023] | 4,7              |
| IDEB – Anos finais do ensino fundamental (Rede pública) [2023]   | 4,3              |
| Matrículas no ensino fundamental [2023]                          | 9.630 matrículas |
| Matrículas no ensino médio [2023]                                | 2.887 matrículas |
| Docentes no ensino fundamental [2023]                            | 545 docentes     |
| Docentes no ensino médio [2023]                                  | 198 docentes     |
| Número de estabelecimentos de ensino fundamental [2023]          | 65 escolas       |
| Número de estabelecimentos de ensino médio [2023]                | 11 escolas       |

Fonte: IBGE

## Saúde
O Hospital Macrorregional de Coroatá, estadual, administrado pela EMSERH, possui Unidade de Internação Clinica e Cirúrgica, UTI Adulto e Neonatal, Obstetrícia e ambulatório.
| Mortalidade Infantil [2022]              | 10,58 óbitos por mil nascidos vivos    |
| Internações por diarreia pelo SUS [2022] | 6,7 internações por 100 mil habitantes |
| Estabelecimentos de Saúde SUS [2009]     | 12 estabelecimentos                    |

Fonte: IBGE

## Turismo
Uns dos mais conhecidos cartões postais de Coroatá é o Morro do Machado, onde no topo se tem uma vista panorâmica da cidade. Na zona rural de Coroata, tem a barragem do rio Pirapemas, todos os finais de semana milhares de pessoas se dirigem a barragem à procura de diversão.
A Catedral Diocesana Nossa Senhora da Piedade e o Templo Central da Assembleia de Deus em Coroatá são uns dos principais pontos turísticos da cidade.

## Demografia
De acordo com o Censo Demográfico de 2022, a população do município de Coroatá era de 59.566 habitantes e a densidade demográfica era de 26,31 habitantes por quilômetro quadrado. Comparando-se com outros municípios do estado do Maranhão, ficava nas posições 18 e 63 de 217.

### Religião
O Cristianismo Romano, especialmente o de origem Portuguesa, é a religião tradicional da cidade e do estado, trazida desde a fundação do Maranhão e Brasil, impactando grandemente e sendo matriz da cultura maranhense. A orago é Nossa Senhora da Piedade do Coroatá.  Também são praticadas religiões de matriz nativa, as Encantarias e Pajelanja etc; as religiões de matriz africanas e religiões sincréticas, além do Espiritismo em suas várias divisões. Recentemente por influência e subserviência aos EUA, missionários introduziram religiões de origem norte-americana como as várias denominações protestantes e neoprotestantes. Entre outras.

#### História da religião de Coroatá
O mais antigo ramo do Cristianismo, o Catolicismo, foi trazido a Coroatá pelos povoadores (colonos). As religiões tradicionais dos nativos e dos escravos libertos deixou marcas importantes no Catolicismo Popular. Pelo histórico de perseguição a outras religiões abraâmicas e ao que restava da religião tradicional celta e romana de Portugal, o cripto-islamismo, cripto-judaísmo e cripto-paganismo se mantiveram latentes em algum grau na religiosidade popular e individual.